# 692
692 (DCXCII, na numeração romana) foi um ano bissexto do século VII, do Calendário Juliano, da Era de Cristo, teve início a uma segunda-feira e terminou a uma terça-feira. suas letras dominicais foram G e F.
| Ano completo                            |
| --------------------------------------- |
| Ano bissexto com início à segunda-feira |